# Johnson & Johnson
Johnson & Johnson (NYSE: JNJ) es una empresa multinacional estadounidense, fabricante de dispositivos médicos, productos farmacéuticos, de cuidado personal, perfumes y artículos para bebés fundada en 1886. Sus acciones comunes son un componente del Promedio Industrial Dow Jones y fue la empresa número 37 según el índice Fortune 2020 en la lista de las quinientas más grandes de los Estados Unidos por ingresos brutos.
Su sede central está situada en Nuevo Brunswick, Nueva Jersey, Estados Unidos. La corporación está conformada por unas 230 empresas filiales que operan en más de 57 países cuyos sus productos se venden en más de 175 países. Las marcas de Johnson & Johnson son numerosas en medicamentos y suministros de primeros auxilios tales como Band-Aid, Clean & Clear, Listerine, Neutrogena, Sinutab y Splenda.
Comercialmente se le conoce simplemente como Johnson's.

## Historia
Edward Mead Johnson, inspirado en un discurso de antisepsia de Joseph Lister, se unió en 1885 a los hermanos James Wood Johnson y Robert Wood Johnson para crear una línea de vendajes quirúrgicos "listos para usar". La empresa produce sus primeros productos desde 1886 y se formó como corporación en 1887.
Robert Wood Johnson fue el primer presidente de la compañía. Trabajó para mejorar las prácticas sanitarias en el siglo XIX, y prestó su nombre a un hospital en, Nuevo Brunswick, Nueva Jersey. A su muerte en 1910, llega a la presidencia su hermano James Wood Johnson hasta 1932, y luego su hijo, Robert Wood Johnson II.
El nombre Johnson & Johnson proviene de los apellidos de los fundadores de la empresa.
Johnson & Johnson registró ingresos de $15,030 millones durante el primer trimestre del 2009; una ganancia neta de $3510 millones y $1,26 por acción. Los resultados, menores a los del año pasado, se debieron al fortalecimiento del dólar (6%) a lo que se sumó que los ingresos del año previo se vieron acrecentados por la salida al mercado de su medicamento de venta sin receta contra la alergia, Zyrtec. Desde 2012, es presidida por el neoyorquino Alex Gorsky.
En enero de 2017, Johnson & Johnson cerró la compra de la empresa suiza Actelion, del sector biotecnológico, por 30,000 millones de dólares, considerada como la mayor adquisición de esa década del sector farmacéutico.
En 2018, fue condenada a pagar $4,050 millones por 22 casos de cáncer de ovario asociado a su polvo de talco. En diciembre de ese año, una investigación periodística reveló que la compañía Johnson & Johnson supo durante décadas que sus talcos para bebés contenían asbestos, unos minerales cancerígenos. Esto provocó que las acciones cayeran diez puntos porcentuales en menos de veinticuatro horas.
En marzo de 2019, la FDA aprobó esketamina para el tratamiento de la depresión severa, que se comercializa como Spravato por Janssen Pharmaceuticals. En 2019, Johnson & Johnson anunció el lanzamiento de lentes de contacto fotocrómicos. Estos lentes se ajustan a la luz solar y ayudan a que los ojos se recuperen más rápido de la exposición a la luz brillante. Los lentes contienen un aditivo fotocrómico que se adapta a la cantidad de luz visible filtrada hacia los ojos y son los primeros en utilizar este tipo de aditivos.
En noviembre de 2020, Johnson & Johnson adquirió Momenta Pharmaceuticals por $6.5 mil millones.
En enero de 2022, Joaquín Duato se convirtió en el CEO de Johnson & Johnson. En noviembre de 2022, Johnson & Johnson anunció que adquiriría Abiomed Inc por $16.6 mil millones. El acuerdo se cerró el 22 de diciembre.

## Presidentes corporativos

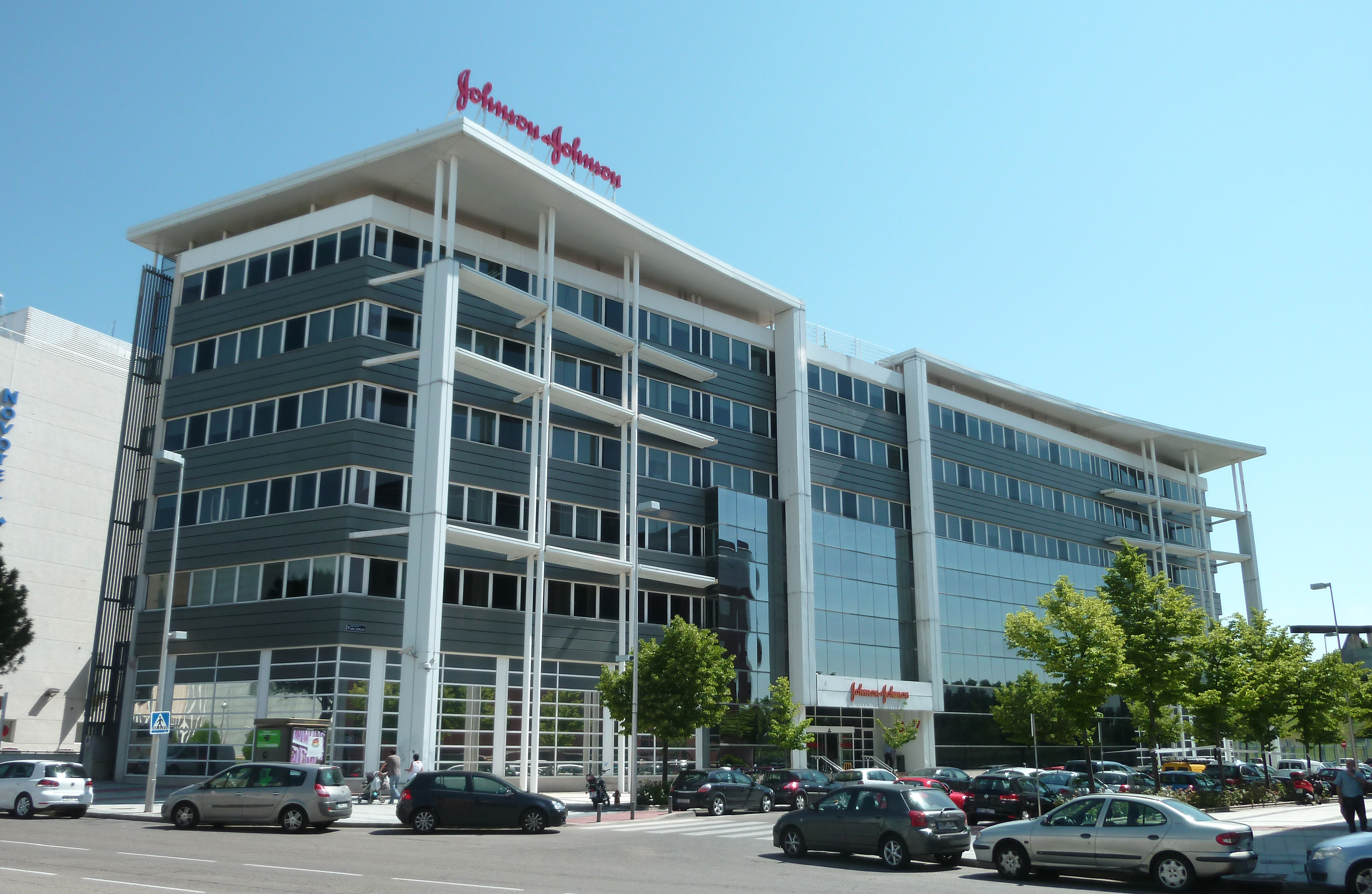
Oficinas de Johnson & Johnson en Madrid (España).

- Robert Wood Johnson I 1887-1910
- James Wood Johnson 1910-1932
- Robert Wood Johnson II 1932-1963
- Philip B. Hofmann 1963-1973
- Richard B. Sellars 1973-1976
- James E. Burke 1976-1989
- Ralph S. Larsen 1989-2002
- William C. Weldon 2002-2012
- Alex Gorsky 2012-2021
- Joaquin Duato 2021-presente

## Subsidiarias
Johnson & Johnson es una compañía altamente diversificada con al menos 230 subsidiarias, las cuales son referidas como "Johnson & Johnson Family of Companies". Algunas de estas subsidiaras incluyen:
- ALZA Corporation
- Animas Corporation
- BabyCenter, L.L.C.
- Biosense Webster, Inc.
- Centocor, Inc.
- Cilag
- Codman & Shurtleff, Inc.
- Cordis Corporation
- Depuy Synthes, Inc.
- Ethicon Endo-Surgery, Llc.
- Ethicon, Inc.
- Global Pharmaceutical Supply Group (GPSG)
- Gynecare
- HealthMedia
- Independence Technology, LLC
- Information Technology Services
- Janssen Pharmaceutica Products, L.P.
- Johnson & Johnson, Group of Consumer Companies, Inc.
- Johnson & Johnson Health Care Systems Inc.
- Johnson & Johnson - Merck Consumer Pharmaceuticals Co.
- Johnson & Johnson Pharmaceutical Research & Development, L.L.C.
- Johnson's baby
- LifeScan
- Listerine
- McNeil Consumer Healthcare
- McNeil Nutritionals
- Noramco, Inc.
- OraPharma
- Ortho Biotech Products, L.P.
- Ortho-McNeil Pharmaceutical
- Neutrogena
- Ortho-Neutrogena (una fusión de Neutrogena y Ortho Dermatological)
- Personal Products Company
- Penaten
- Pharmaceutical Group Strategic Marketing (PGSM)
- Peninsula Pharmaceuticals, Inc.
- Scios Inc.
- Synthes GmbH
- Tasmanian Alkaloids
- Therakos, Inc.
- Tibotec
- Transform Pharmaceuticals, Inc.
- Veridex, LLC
- Vistakon

## Respuesta al coronavirus (COVID-19)
Johnson & Johnson comprometió más de 1000 millones de dólares para el desarrollo de una vacuna para el COVID-19 sin fines de lucro en asociación con la Oficina del Subsecretario de Preparación y Respuesta (ASPR) de la Autoridad de Investigación y Desarrollo Biomédico Avanzado (BARDA) en el Departamento de Estados Unidos. de Salud y Servicios Humanos (HHS). En una entrevista de Sky News, el Dr. Paul Stoffels, MD, Director Científico de Johnson & Johnson y Vicepresidente del Comité Ejecutivo dijo: “Para ir rápido, Johnson & Johnson, la gente de Johnson & Johnson, está comprometida a hacer esto y todos juntos decimos que lo haremos sin fines de lucro. Esa es la mejor y más rápida manera de encontrar todas las colaboraciones en el mundo para que esto suceda, por lo que nos comprometemos a llevar esto a un nivel sin fines de lucro".[cita requerida]
Janssen Pharmaceuticals, en asociación con Beth Israel Deaconess Medical Center (BIDMC), es responsable del desarrollo de la vacuna candidata, basada en la misma tecnología utilizada para fabricar su vacuna contra el ébola. Se espera que la vacuna candidata ingrese en el estudio clínico en humanos de fase 1 en septiembre de 2020. 
La demanda del producto Tylenol aumentó de dos a cuatro veces los niveles normales en marzo de 2020. En respuesta, la compañía aumentó la producción a nivel mundial. Por ejemplo, la planta de Tylenol en Puerto Rico funcionaba las 24 horas del día, los siete días de la semana.
En respuesta a la escasez de ventiladores, Ethicon, con Prisma Health, fabricó y distribuyó el divisor de expansión de ventilador VESper. Con la tecnología de impresión 3D, el producto se utiliza para ampliar la capacidad de un ventilador para dar soporte a dos pacientes.
En junio de 2020, Johnson & Johnson y el Instituto Nacional de Alergias y Enfermedades Infecciosas (NIAID) confirmaron su intención de iniciar ensayos clínicos de la vacuna de J&J en septiembre de 2020, con la posibilidad de que los ensayos clínicos en humanos de Fase 1/2 a comiencen a un ritmo acelerado. en la segunda quincena de julio.
En julio de 2020, Johnson & Johnson se comprometió a entregar hasta 300 millones de dosis de su vacuna en los Estados Unidos, con 100 millones por adelantado y una opción por 200 millones más. El acuerdo, valorado en más de 1000 millones de dólares, será financiado por la Autoridad de Investigación y Desarrollo Biomédico Avanzado (BARDA) y el Departamento de Defensa de Estados Unidos.
El 5 de agosto de 2020, el gobierno de Estados Unidos Acordó pagar más de 1000 millones de dólares a Johnson & Johnson (empresa de dispositivos médicos) por la producción de 100 millones de dosis de la vacuna COVID-19. Como parte del acuerdo acordado, EE. UU. Puede solicitar hasta 200 millones de dosis adicionales de la vacuna SARS-CoV-2.
En octubre de 2020, Johnson & Johnson decidió detener los ensayos clínicos de su versión de la vacuna de COVID-19 debido a una "enfermedad inexplicable" que tuvo un participante colombiano (país en el que se venían realizando pruebas para la vacuna) tras padecer graves síntomas de esa "enfermedad inexplicable". Ningún otro caso de síntomas graves fue reportado en el departamento de Santander, lugar donde se hizo la prueba anteriormente mencionada. Tras el anuncio, Johnson & Johnson cerró una página desde la cual se podían registrar voluntarios para las pruebas.

## Suspensión de compra de la vacuna en Europa
En abril de 2021 se informa que la Unión Europea no renovará los contratos para la compra de la vacuna de la farmacéutica estadounidense Janssen-Johnson & Johnson Ad26.COV2.S, después de los efectos secundarios que han causado.

## Epidemia de opioides
Para 2018, la empresa se había visto envuelta en la Crisis de opioides en los Estados Unidos y se había convertido en objetivo de demandas legales. Hasta mayo de 2018, se habían presentado más de 500 casos relacionados con opioides contra J&J y sus competidores. En Idaho, J&J forma parte de una demanda que acusa a la empresa de ser parcialmente responsable de las muertes relacionadas con opioides. El primer juicio importante comenzó en Oklahoma en mayo de 2019. El 26 de agosto de 2019, el juez de Oklahoma ordenó a J&J pagar $572 millones como parte de su responsabilidad en la crisis de los opioides, y en octubre J&J pagó $20.4 millones a dos condados de Ohio en la lucha contra la epidemia de opioides. En enero de 2022, Johnson & Johnson acordó pagar hasta $5 mil millones como parte de un acuerdo de $26 mil millones que incluía a McKesson, AmerisourceBergen y Cardinal Health. Si los estados hubieran llevado el caso a juicio, las empresas podrían haber enfrentado hasta $95 mil millones en penalizaciones.

### Acuerdo en el noreste de Ohio
En octubre de 2019, la compañía acordó un arreglo de $20.4 millones con dos condados de Ohio – Cuyahoga (Cleveland) y Summit (Akron). El acuerdo permitió a la empresa evitar un juicio en el que se la acusaba, junto con muchos otros fabricantes farmacéuticos, de contribuir al inicio de la epidemia de opioides en Estados Unidos. El juicio se consideraba un indicador para miles de demandas relacionadas con opioides contra varios fabricantes de medicamentos. El arreglo, que no implicaba una admisión de responsabilidad por parte de la empresa, proporcionaba a los condados $10 millones en efectivo, $5 millones para cubrir gastos legales y $5.4 millones en contribuciones a organizaciones sin fines de lucro relacionadas con opioides en los condados.